# Jeptiška (Dr. House)
Jeptiška (v anglickém originále Damned If You Do) je pátá epizoda z první řady seriálu Dr. House.

## Děj
Sestra Augustina přijde na kliniku s oteklýma rukama. House se domnívá, že vše způsobila alergická reakce na mycí prostředek a tak jí dá antihistaminika. Po chvíli se jí ale prudce přitíží a tak ji House musí dát adrenalin, který ale způsobí zástavu srdce. Chase projevuje svůj velmi negativní vztah k náboženství. Na vyšetření CT má Augustina vidinu, v které spatří Ježíše. Zjistí se, že má vážně poškozený imunitní systém. House ji nechá zavřít do kyslíkové komory, což by mělo problémy vyřešit. Tento způsob léčby se však nelíbí Foremanovi, který to řekne Cuddyové. Ta mu následně případ odebere. S tím se však House nesmíří a vydá se do kláštera zjišťovat přesnější anamnézu. Dozví se, že Augustina nežila celý život v klášteře. Přišla tam v šesti a odešla ve dvanácti. Poté žila na ulici, brala drogy, v patnácti otěhotněla a podstoupila potrat. Sestra v klášteře Housovi uvaří bylinný čaj. House se domnívá, že na něj má alergickou reakci a následně se dozví, že v čaji jsou látky, které v kombinaci s adrenalinem způsobily zástavu srdce, tj. že on za to nemůže. Augustině, která je na sterilním pokoji, pomáhá Chase, který se přizná, že sám chodil do katolického semináře. Po chvíli dostává Augustina na sterilním pokoji alergickou reakci. Je vyšetřována na rezonanci, kde se zjistí, že v sobě má DANU (antikoncepci nepoužívanou od 80. let 20. století ve tvaru měděného kříže). Dojde jim tak, že má alergii na měď.

## Diagnózy
- špatné diagnózy: Alergie na mycí prostředek, Herpetická encefalitida, smíšené onemocnění pojiva, alergie na bylinu v čaji
- správná diagnóza: Alergie na měď + nepoznané nitroděložní tělísko